# Mkilua
Mkilua is een geslacht uit de familie Annonaceae. Het geslacht telt een soort die voorkomt in tropisch Oost-Afrika.

## Soorten
- Mkilua fragrans Verdc.